# グアテマラ内戦
グアテマラ内戦（グアテマラないせん、Guerra civil de Guatemala）は、グアテマラにおいて軍内の親米派と反米派及び左派勢力などの間で1960年から1996年まで続いた内戦である。
戦争により20万人以上が死亡し、数万人が行方不明になり、100万人以上が避難民となった。歴史明確化委員会は、この暴力の93％を政府軍に、3％をゲリラグループに、4％を身元不明の行動者に帰している。

## 内戦まで
軍出身のハコボ・アルベンス・グスマンが1951年に左翼国民党（革命行動党）から大統領に当選すると、農地改革などの「社会主義的」な改革を推し進めた。その一環としてグアテマラで大規模プランテーションを運営していたアメリカ合衆国のユナイテッド・フルーツ社の農園の国有化を行った。
これらのアルベンス政権による「社会主義的」かつアメリカ合衆国の利益に反する政策の推進に対し、冷戦下における近隣諸国の共産主義国化を案じており、かねてからアルベンスを「容共的」とみなしていたアメリカのドワイト・D・アイゼンハワー政権はアルベンス政権の転覆を画策した。軍や政府内の反アルベンス派を結束させるとともに、中央情報局（CIA）が推進した「PBSUCCESS作戦」により隣国のホンジュラスより反アルベンス派のカルロス・カスティージョ・アルマス率いる反政府軍を首都に侵攻させ、最終的に軍主流派の支持を失ったアルベンスは1953年6月に亡命した。
その後アメリカ合衆国の全面的な支持の元でアルマス政権は国内での基礎を固め、選挙にはアルマス派の反共連盟しか立候補できなくなるなど独裁体制を固めた。しかしこれに反発する軍内のアルベンス派とアルマス派の対立が生じ、アルベンス派の青年将校らは軍を離脱し反政府軍としてゲリラ活動を活発化させた。その後アルマスが暗殺されると、ミゲル・イディゴラス・フエンテスがこれに代わったが、軍内の対立がより深まった。

## 経緯
1959年1月にキューバ革命によりキューバが社会主義化されると、アルベンス派へのソビエト連邦からの資金的、物質的支援が活発化した。1960年11月、フエンテス大統領に対しアルベンス派を中心とした若手将校を中心とする一党が反乱を起こしほぼ鎮圧されるが、その指導者達は逃走、山中に潜伏し、1962年には武装反乱軍を結成し、キューバを経由したソビエト連邦からの支援を受けつつゲリラ戦による徹底抗戦を宣言した。
これに対しアメリカ合衆国からの支援を受けた軍事政権側はクーデターを繰返しながら、死の部隊による左派政党やゲリラに協力的と看做したグアテマラ先住民の虐殺などで対応し、中には先住民に自衛軍（PAC）を作らせて虐殺を行わせた。
その後国際的な非難が高まり、1986年にキリスト教民主党のビニシオ・セレソが大統領に就任すると、1987年に国民和解委員会が発足し、リゴベルタ・メンチュウが先住民虐殺に関する聞き取りを受けて1992年にノーベル平和賞を受賞するに至った。1990年代初頭に冷戦が終結し、これまで両陣営への支援を続けていたアメリカ合衆国、ソビエト連邦双方からの両陣営への資金的、物質的支援もなくなり、1996年12月29日にグアテマラ政府とグアテマラ民族革命連合（URNG）との間で和平合意が成立した。

## 裁判
和平時には和解法が制定された。これは内戦時の政治的犯罪について免責を認める一方、約20万人とされる死者・行方不明者を出した虐殺や拷問、失踪に関する罪には免責を認めない内容となっていた。当初、歴代政治指導者や軍幹部は、これらの犯罪に直接関与していないということで、訴追を免れるものと考えられていたが、2000年代に入ると関係者らが国内の裁判所において裁判にかけられるようになった。
2009年9月には、フェリペ・クサネロ元大佐が農民6人を行方不明にさせた内容の罪で禁錮150年となったほか、2013年5月、指揮官の一人で最悪の圧制が敷かれた1982年から83年にかけて大統領を務めたエフライン・リオス・モント元将軍（グアテマラ共和戦線議員、大統領選挙元候補）に対して、キチェ県のイシル族を中心に1800人近くを殺害したとしてジェノサイドの罪と人道に対する罪で禁錮80年の刑が言い渡された。